# Seznam výrobních závodů skupiny Volkswagen

Státy, ve kterých vyrábí Volkswagen Group své vozy

Volkswagen Group se všemi svými značkami disponuje na pěti kontinentech více než 120 výrobními závody. Největší počet sídlí v Evropě, na druhém místě je Asie, na třetím Jižní Amerika. 

## Výrobní závody
Následující přehled byl zpracován v únoru 2022. Vzhledem k dynamice uvádění nových modelů a jejich výrobě přehled již není zcela aktuální. 

### Výrobní závody Evropa

#### Německo
- Hamburg: pod značkou MAN, výrobní závod na komponenty, 466 zaměstnanců
- Oberhausen: pod značkou MAN, výrobní závod na komponenty, 1848 zaměstnanců
- Berlín: pod značkou MAN, výrobní závod na komponenty, 421 zaměstnanců
- Norimberk: pod značkou MAN, výrobní závod na produkty: motory a komponenty, 3 662 zaměstnanců
- Deggendorf: pod značkou MAN, výrobní závod na komponenty, 512 zaměstnanců
- Augsburg: pod značkou MAN, výrobní závod na komponenty, 269 zaměstnanců
- Mnichov: pod značkou MAN, výrobní závod na produkty: nákladní auta a komponenty, 9 121 zaměstnanců
- Salzgitter: pod značkou MAN, výrobní závod na komponenty, 2 453 zaměstnanců
- Kassel: pod značkou Volkswagen, výrobní závod na produkty: převodovka a motor, a na komponenty: ze slévárny, lisovny a pro výfukové systémy, 13 253 zaměstnanců
- Drážďany: pod značkou Volkswagen, výrobní závod na produkty: Volkswagen ID.3 BEV, 406 zaměstnanců
- Chemnitz: pod značkou Volkswagen, výrobní závod na produkty: motory, 2 046 zaměstnanců
- Zwickau: pod značkou Volkswagen, výrobní závod na produkty: Audi Q4 e-tron BEV / Q4 e-tron Sportback BEV, Seat El Born BEV, Volkswagen ID.3 BEV Neo / A SUVe Derivat BEV, ID.4 BEV, 9 930 zaměstnanců
- Emden: pod značkou Volkswagen, výrobní závod na produkty: Volkswagen Passat Limousine / Variant, Volkswagen Arteon / Shooting Brake, 8 834 zaměstnanců
- Osnabruck: pod značkou Volkswagen, výrobní závod na produkty: Volkswagen T-Roc Cabriolet, 2 421 zaměstnanců
- Hannover: pod značkou Volkswagen, výrobní závod na produkty: Volkswagen T6, T7 Multivan, a na komponenty: ze slévárny, výměníky a mobilní nabíjecí systémy, 2 421 zaměstnanců
- Wolfsburg: pod značkou Volkswagen, výrobní závod na produkty: SEAT Tarraco, Volkswagen Golf / Sportsvan / e-Golf / Variant, Volkswagen Touran, Volkswagen Tiguan, a na komponenty: z lisovny, podvozek a technologie plastů, 51 712 zaměstnanců
- Brunswick: pod značkou Volkswagen, výrobní závod na produkty: bateriové systémy, podvozkové komponenty a technologie plastů, 6 372 zaměstnanců
- Salzgitter: pod značkou Volkswagen, výrobní závod na produkty: motory, 6 356 zaměstnanců
- Wolfsburg: pod značkou SITECH, výrobní závod na sedací techniku, 1 749 zaměstnanců
- Emden: pod značkou SITECH, výrobní závod na sedací techniku, 440 zaměstnanců
- Neckarsulm: pod značkou Audi, výrobní závod na produkty: Audi A4 Limousine, Audi A5 Cabriolet, e-tron GT BEV, Audi A6 Limousine / Avant / Allroad, Audi A7 Sportback, Audi R8 Coupé / Spyder, Audi A8, 15 710 zaměstnanců
- Ingolstadt: pod značkou Audi, výrobní závod na produkty: Audi Q2, Audi A3 Limousine / Sportback, Audi A4 Limousine / Avant / Allroad, Audi A5 Coupé / Sportback, 41 719 zaměstnanců
- Stuttgart-Zuffenhausen: pod značkou Porsche, výrobní závod na produkty: Porsche 911 Coupé / Cabriolet, Porsche Taycan, Porsche Boxster, Porsche Cayman, Motoren, elektrický pohon, 22 290 zaměstnanců
- Lipsko: pod značkou Porsche, výrobní závod na produkty: Porsche Panamera a Porsche Macan, 4 194 zaměstnanců

#### Polsko
- Słupsk: pod značkou Scania, výrobní závod na vozidla, 758 zaměstnanců
- Poznaň: pod značkou Volkswagen, výrobní závod na produkty:Volkswagen Caddy, Volkswagen T6.1 a slévárna, 5 531 zaměstnanců
- Vřesno: pod značkou Volkswagen, výrobní závod na produkty: Volkswagen Crafter, e-Crafter BEV, Volkswagen Gran California, MAN TGE / e-TGE, 3 371 zaměstnanců
- Polkowice: pod značkou Volkswagen, výrobní závod na motory, 1 282 zaměstnanců
- Vřesno: pod značkou SITECH, výrobní závod na sedací techniku, 118 zaměstnanců
- Hlohov: pod značkou SITECH, výrobní závod na sedací techniku, 179 zaměstnanců
- Polkowice: pod značkou SITECH, výrobní závod na sedací techniku, 1 596 zaměstnanců
- Starachowice: pod značkou MAN, výrobní závod na autobusy, 3 179 zaměstnanců
- Krakov: pod značkou MAN, výrobní závod na nákladní auta, 619 zaměstnanců

#### Česko
- Vrchlabí: pod značkou Škoda, výrobní závod na převodovky, 824 zaměstnanců
- Kvasiny: pod značkou Škoda, výrobní závod na produkty: SEAT Ateca, ŠKODA Karoq, ŠKODA Kodiaq, ŠKODA Superb / Combi, 6 890 zaměstnanců
- Mladá Boleslav: pod značkou Škoda, výrobní závod na produkty: ŠKODA Fabia, ŠKODA Karoq, ŠKODA Scala, ŠKODA Kamiq, ŠKODA Octavia / Combi, Enyaq BEV/ Enyaq Coupe BEV, motory a převodovky, a na komponenty: ze slévárenství a bateriové systémy, 27 723 zaměstnanců
- Velká Bíteš: pod značkou MAN, výrobní závod na komponenty, 214 zaměstnanců

#### Španělsko
- Pamplona: pod značkou Volkswagen, výrobní závod na produkty: Volkswagen Polo, Volkswagen T-Cross, A0 CUV, 4 951 zaměstnanců
- Martorell: pod značkou SEAT, výrobní závod na produkty: Audi A1 Sportback, SEAT Arona, SEAT Ibiza, SEAT León / SportTourer, 12 607 zaměstnanců
- El Prat de Llobregat: pod značkou SEAT, výrobní závod na komponenty, 1 022 zaměstnanců
- Barcelona: pod značkou SEAT, výrobní závod na produkty: vozidla a komponenty z lisoven, 1 516 zaměstnanců

#### Švédsko
- Luleå: pod značkou Scania, výrobní závod na komponenty, 499 zaměstnanců
- Södertälje: pod značkou Scania, výrobní závod na produkty: nákladní automobily, podvozky autobusů, motory, převodovky a komponenty, 16 466 zaměstnanců
- Oskarshamn: pod značkou Scania, výrobní závod na komponenty, 928 zaměstnanců

#### Rusko
- St. Petersburg: pod značkou MAN, výrobní závod na nákladní auta, 10 zaměstnanců
- Kaluga: pod značkou Volkswagen, výrobní závod na produkty: ŠKODA Rapid, Volkswagen Polo (Vento), Volkswagen Tiguan a motory, 4 084 zaměstnanců . Zavod Kaluga od roku 2023 uzavřen a odprodan.

#### Slovensko
- Martin: pod značkou Volkswagen, výrobní závod na převodovky, 859 zaměstnanců
- Bratislava: pod značkou Volkswagen, výrobní závod na produkty: Audi Q7, Audi Q8, Porsche Cayenne / Coupé, SEAT Mii electric, ŠKODA Citigo, ŠKODA Karoq, Volkswagen up! / e-up!, Volkswagen Touareg a převodovky, 10 884 zaměstnanců

#### Dánsko
- Frederikshavn: pod značkou MAN, výrobní závod na komponenty, 438 zaměstnanců
- Kodaň: pod značkou MAN, výrobní závod na komponenty, 1 377 zaměstnanců

#### Nizozemsko
- Meppel: pod značkou Scania, výrobní závod na komponenty, 401 zaměstnanců
- Zwolle: pod značkou Scania, výrobní závod na nákladní auta, 1 445 zaměstnanců

#### Francie
- Angers: pod značkou Scania, výrobní závod na nákladní auta, 944 zaměstnanců
- Saint-Nazaire: pod značkou MAN, výrobní závod na komponenty motorů, 630 zaměstnanců

#### Itálie
- Sant'Agata Bolognese: pod značkou Lamborghini, výrobní závod na produkty: Lamborghini Huracán Coupé / Spyder, Lamborghini Urus, Lamborghini Aventador Coupé / Roadster a motory, 1 779 zaměstnanců
- Borgo Panigale: pod značkou Ducati, výrobní závod na produkty: motocykly a motory, 1 454 zaměstnanců

#### Spojené království
- Crewe: pod značkou Bentley, výrobní závod na produkty: Bentley Mulsanne, Bentley Continental FS / GT / GTC a motory, 3 893 zaměstnanců

#### Belgie
- Brusel: pod značkou Audi, výrobní závod na produkty: Audi e-tron / Sportback a bateriové systémy, 3 076 zaměstnanců

#### Švýcarsko
- Curych: pod značkou MAN, výrobní závod na komponenty, 780 zaměstnanců

#### Maďarsko
- Győr: pod značkou Audi, výrobní závod na produkty: Produkty:Audi Q3 / Sportback, motory Audi TT Coupé / Roadster a elektrický pohon, 12 226 zaměstnanců

#### Portugalsko
- Palmela: pod značkou Volkswagen, výrobní závod na produkty: SEAT Alhambra, Volkswagen T-Roc, Volkswagen Sharan, 5 282 zaměstnanců

#### Bosna a Hercegovina
- Sarajevo: pod značkou Volkswagen, výrobní závod na podvozky, 94 zaměstnanců

#### Turecko
- Ankara: pod značkou MAN, výrobní závod na autobusy, 3 337 zaměstnanců

### Výrobní závody Asie
- 34 závodů v Asii (25[p 1] v Číně, 5 v Indii, 2 v Malajsii, 1 v Thajsku a 1 na Tchaj-wanu)

#### Čína
- Urumči: pod značkou Volkswagen, výrobní závod na produkty: Volkswagen Tharu, Volkswagen Santana (A-Entry), 539 zaměstnanců
- Čcheng-tu: pod značkou Volkswagen, výrobní závod na produkty: Volkswagen Jetta VA3 / VS5 / VS7, Volkswagen Sagitar, 7 094 zaměstnanců
- Čchang-ša: pod značkou Volkswagen, výrobní závod na produkty: ŠKODA Kodiaq / Coupé, Volkswagen New Lavida, Volkswagen Touran, 2 799 zaměstnanců
- Fo-šan: pod značkou Volkswagen, výrobní závod na produkty: Audi Q2, Q2 BEV, Volkswagen T-Roc, Golf, ID.4. BEV, Lounge SUVe BEV a bateriové systémy, 5 554 zaměstnanců
- Čchang-Čchun: pod značkou Volkswagen, výrobní závod na produkty: Audi Q5, Q5 Derivat, A4 Limousine, A6, e-tron BEV, Volkswagen Tacqua, Bora Classic, B SMV, Magotan, Magotan PHEY, CC, CC Shooting Break a komponenty: motory, převodovky a bateriové systémy, 21 679 zaměstnanců
- Ta-lien: pod značkou Volkswagen, výrobní závod na motory, 803 zaměstnanců
- Čching-tao: pod značkou Volkswagen, výrobní závod na produkty: Audi A3 Sportback / Limousine, Volkswagen New Bora, New Bora BEV, 3 289 zaměstnanců
- Tchien-ťin: pod značkou Volkswagen, výrobní závod na produkty: Audi Q3 / Derivat / Volkswagen Tayron / PHEV / Tayron X a komponenty: převodovky, motory, nápravy, podvozky a elektrický pohon, 11 368 zaměstnanců
- Che-fej: pod značkou Volkswagen, výrobní závod na Vozidla a SOL Electric Vehicles, 210 zaměstnanců
- Nanking:  pod značkou Volkswagen, výrobní závod na produkty: ŠKODA Kamiq / GT, ŠKODA Superb, Volkswagen Passat / PHEV, 2 886 zaměstnanců
- Yizheng: pod značkou Volkswagen, výrobní závod na produkty: ŠKODA Rapid / Spaceback, Volkswagen Tharu, Volkswagen Santana (A-Entry), 2 759 zaměstnanců
- Čchang-čou: pod značkou MAN, výrobní závod na komponenty, 440 zaměstnanců
- Šanghaj (Loutang): pod značkou Volkswagen, výrobní závod na motory, 1793 zaměstnanců
- Šanghaj (Anting): pod značkou Volkswagen, výrobní závod na produkty: Volkswagen T-Cross, Volkswagen Polo, Volkswagen Tiguan / Derivat, Volkswagen New Lavida, New Lavida BEV, Volkswagen Phideon, ID.3 BEV / ID.4 BEV / Lounge SUVe BEV, Audi A+ SUVe BEV / A7 a motory Limuzína, baterie systémy, 17 294 zaměstnanců
- Su-čou: pod značkou ICS, výrobní závod na mobilní dobíjecí stanice, (neznámý počet) zaměstnanců
- Ning-po: pod značkou Volkswagen, výrobní závod na produkty: ŠKODA Karoq, ŠKODA Octavia / Combi, Volkswagen Lamando, Volkswagen Tharu, Volkswagen Teramont / Coupé, Volkswagen Viloran, 3 358 zaměstnanců

#### Indie
- Pune: pod značkou Škoda, výrobní závod na produkty: ŠKODA Rapid, Volkswagen Polo / Vento, 3 743 zaměstnanců
- Aurangabad: pod značkou Škoda, výrobní závod na produkty: Audi A4, Audi A6, Audi Q5, Q7, ŠKODA Kodiaq, ŠKODA Superb, Octavia, Volkswagen Tiguan - Motory, 635 zaměstnanců
- Narasapura: pod značkou Scania, výrobní závod na nákladní auta a autobusy, 203 zaměstnanců
- Bangalore: pod značkou MAN, výrobní závod na komponenty, 151 zaměstnanců
- Aurangabad: pod značkou MAN, výrobní závod na motory, 388 zaměstnanců

#### Malajsie
- Srendach: pod značkou MAN, výrobní závod na vozidla, 58 zaměstnanců
- Kuala Lumpur: pod značkou Scania, výrobní závod na nákladní auta a autobusy, 258 zaměstnanců

#### Thajsko
- Amphur Pluakdaeng, Rayong: pod značkou Ducati, výrobní závod na motocykly, 172 zaměstnanců

#### Tchaj-wan
- Pˇing-Chen: pod značkou Scania, výrobní závod na nákladní auta a autobusy, 47 zaměstnanců

### Výrobní závody Jižní Amerika
- 10 závodů v Jižní Americe (7 v Brazílii a 3 v Argentině)

#### Brazílie
- São Carlos: pod značkou Volkswagen, výrobní závod na motory, 908 zaměstnanců
- Curitiba: pod značkou Volkswagen, výrobní závod na produkty: VW PC Fox, VW PC T-Cross, 2 238 zaměstnanců
- Anchieta: pod značkou Volkswagen, výrobní závod na produkty: Volkswagen Saveiro, Volkswagen Polo, Volkswagen Nivus, Volkswagen Virtus, 7 826 zaměstnanců
- Taubaté: pod značkou Volkswagen, výrobní závod na produkty: Volkswagen up!, Volkswagen Gol, Volkswagen Voyage, 3 031 zaměstnanců
- São Paulo: pod značkou Scania, výrobní závod na produkty: nákladní vozy, podvozky autobusů, motory, převodovky a komponenty , 4 113 zaměstnanců
- Santo Amaro: pod značkou MWM - Navistar, výrobní závod na motory a komponenty, (neznámý počet) zaměstnanců
- Resende: pod značkou MAN, výrobní závod na nákladní vozy a podvozky autobusů, 1 085 zaměstnanců

#### Argentina
- Tucumán: pod značkou Scania, výrobní závod na komponenty, 1 008 zaměstnanců
- Cordoba: pod značkou Volkswagen, výrobní závod na převodovky, 1 341 zaměstnanců
- Pacheco: pod značkou Volkswagen, výrobní závod na produkty: Volkswagen Amarok, Volkswagen Taos, 3 679 zaměstnanců

### Výrobní závody Severní Amerika
- 9 závodů v Severní Americe (5 v Mexiku a 4 v USA)

#### Mexiko
- Escobedo: pod značkou Navistar, výrobní závod na vozidla třídy 8 a komponenty, (neznámý počet) zaměstnanců
- Silao: pod značkou Volkswagen, výrobní závod na motory, 1 335 zaměstnanců
- Querétaro: pod značkou Volkswagen, výrobní závod na autobusy a nákladní auta, 652 zaměstnanců
- Puebla: pod značkou Volkswagen, výrobní závod na produkty: Volkswagen Tiguan, Volkswagen Taos, Volkswagen Jetta, Motory a Komponenty: slévárenské produkty a komponenty podvozku, 12 006 zaměstnanců
- San José Chiapa: pod značkou Audi, výrobní závod na produkty: Audi Q5 / Sportback, 5 241 zaměstnanců

#### USA
- Oklahoma, Tulsa: pod značkou Navistar, výrobní závod na školní autobusy a komerční autobusy řady CE a RE, (neznámý počet) zaměstnanců
- Ohio, Springfield: pod značkou Navistar, výrobní závod na Vozidla: CV-GM Vista Light Duty, MV-Medium Duty, HV-Heavy Duty, 1 450 zaměstnanců
- Alabama, Huntsville: pod značkou Navistar, výrobní závod na motory, (neznámý počet) zaměstnanců
- Tennessee, Chattanooga: pod značkou Volkswagen, výrobní závod na produkty: Volkswagen Passat a Volkswagen Atlas / Coupé, 2 982 zaměstnanců

### Výrobní závody Afrika
- 4 závody v Africe (JAR)

#### JAR
- Johannesburg: pod značkou Scania, výrobní závod na nákladní auta a autobusy, 666 zaměstnanců
- Olifantsfontein: pod značkou MAN, výrobní závod na autobusy, 195 zaměstnanců
- Pinetown: pod značkou MAN, výrobní závod na nákladní vozy a podvozky autobusů, 103 zaměstnanců
- Kariega: pod značkou Volkswagen, výrobní závod na produkty: Volkswagen Polo Vivo / Export a motory, 3 930 zaměstnanců

### Související hesla
- Volkswagen Slovakia
- ŠKODA AUTO Volkswagen India Private Limited